# Bogdan Gotowski
Bogdan Gotowski (ur. 20 maja 1928 w Kobryniu, zm. 19 sierpnia 1984 w Dąbkach) – polski dziennikarz, socjolog, jeden z pomysłodawców i następnie koordynator prac Konwersatorium „Doświadczenie i Przyszłość”.

## Życiorys
Był synem Feliksa Gotowskiego i Marii z d. Bieleckiej. Jego matka zmarła latem 1939, ojciec zaginął bez wieści wkrótce po wybuchu II wojny światowej. Przyłączył się do partyzanckiego oddziału Armii Krajowej. Uczestniczył we Lwowie w tajnym nauczaniu i zdał tzw. małą maturę. W 1946 ukończył w Krakowie liceum i zdał egzamin maturalny. W tym samym roku rozpoczął studia prawnicze na Uniwersytecie Wrocławskim, od trzeciego roku studiów studiował równocześnie socjologię. W 1950 ukończył studia prawnicze i w tym samym roku został aresztowany za udział w tajnej organizacji. Był więziony do 1952. W 1953 wyjechał do Warszawy. Tam pracował początkowo w Państwowym Wydawnictwie Naukowym (jako korektor, później w dziale prawniczym). Od 1957 publikował w piśmie Orka, od 1959 w Przeglądzie Kulturalnym, gdzie został zatrudniony. w latach 50. został członkiem Klubu Krzywego Koła W latach 1963-1967 pracował w Życiu Warszawy. Pod koniec lat 60. był zatrudniony w Zespole Prognoz Społecznych Instytutu Filozofii i Socjologii Polskiej Akademii Nauk. W latach 1972-1976 był dziennikarzem Literatury (odszedł z pisma na znak protestu przeciwko odwołaniu z funkcji zastępcy redaktora naczelnego Gustawa Gottesmana), od 1976 Wiedzy i Życie.
Razem ze Stefanem Bratkowskim był pomysłodawcą powstałego w 1978 Konwersatorium „Doświadczenie i Przyszłość”, wszedł w skład jego kierownictwa (tzw. Zespołu Usługowego), był nieformalnym liderem prac DiP. Współpracował z Komitetem Badań i Prognoz „Polska 2000”, uczestniczył w przygotowaniu raportu Hipotetyczne scenariusze przemian ekonomicznych, społecznych i politycznych w Polsce 1982/1983 (wyd. 1982).
Zmarł nagle na serce.
Za pracę w DiP Stowarzyszenie Dziennikarzy Polskich przyznało mu w 1986 pośmiertnie Nagrodę im. Bolesława Prusa.
Jego żoną była Magdalena Gotowska, córka Bohdana Winiarskiego.